# روابط چین و عراق
روابط چین و عراق ، روابط دوجانبه ای بین چین و عراق است . روابط دو کشور هنوز بسیار صمیمی و دوستانه باقی مانده است.

## تاریخچه
مسلمانان چین در جنگ جهانی دوم علیه ژاپن جنگیدند . به منظور جلب حمایت چین در کشورهای مسلمان ، مصر ، سوریه و ترکیه توسط هوی مسلم  ما فولیانگ و اویغور عیسی یوسف آلپتکین در سال ۱۹۳۹ دیدار کردند. رهبران هندو تاگور و گاندی و مسلم جناح هر دو در حالی که در ترکیه بودند ، با هیئت مسلمان چینی تحت فرماندهی ما فولیانگ در مورد جنگ بحث  کردند ،عصمت اینونو با هیئت مسلمانان چین دیدار کرد.  روزنامه ها در چین از این بازدید خبر دادند.  ما فولیانگ و عیسی برای ژو جایاهوا کار می کردند. 

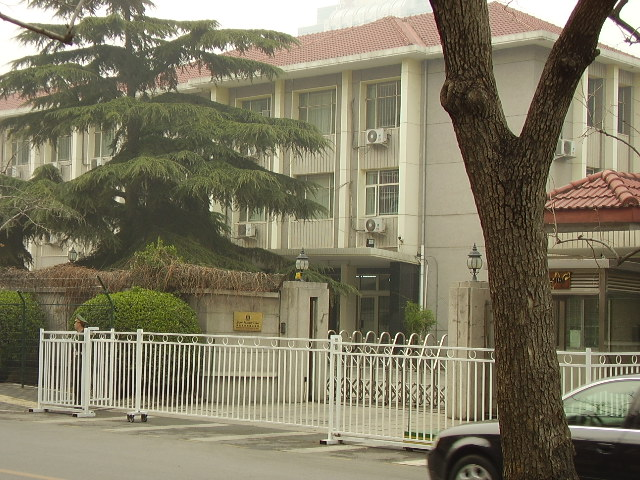
سفارت عراق در چین

بمباران مسلمانان چینی توسط هواپیماهای جنگی ژاپنی ها در روزنامه های سوریه گزارش شده است. افغانستان ، ایران ، عراق ، سوریه و لبنان همه با هیئت همراه بودند. وزیر امور خارجه ، نخست وزیر و رئیس جمهور ترکیه پس از ورود آنها از طریق مصر در مه ۱۹۳۹ ، با هیئت مسلمان چینی دیدار کردند. گاندی و جنا هنگام محکوم کردن ژاپن با هوی ما فولیانگ و اویغور عیسی آلپتکین دیدار کردند. 
ما فوکسلیانگ ، ایسا آلپتکین ، وانگ زنگشان ، ژو ونبو و لین ژونگ مینگ همه به مصر رفتند تا ژاپن را در مقابل واژگان عربی و اسلامی تقبیح کنند. 
روابط عراق و چین پس از انقلاب ۱۹۵۸ که رژیم سلطنتی را سرنگون و جمهوری را تأسیس کرد ، برقرار شد. روابط دو کشور به طور رسمی در ۲۵ اوت ۱۹۵۸ برقرار شد.  در طی دهه ۱۹۶۰ روابط دو کشور تقویت شد زیرا عراق در طول جنگ شش روزه و جنگ یوم کیپور با اسرائیل بسیاری از سلاح های شوروی و چینی را خریداری کرده بود. اما همچنین در این مدت هرج و مرج به وجود آمد زیرا دولت عراق چندین کودتای نظامی و اقدام به کودتا کرده است. در سال ۱۹۷۱ عراق از خواست چین برای دستیابی به کرسی دائمی در سازمان ملل حمایت کرد و به تصویب پکن و جایگزینی تایپه رأی مثبت داد.  در طول جنگ ایران و عراق از ۱۹۸۰ تا ۱۹۸۸ چین یکی از تامین کنندگان اصلی تمام طرف های جنگ بود. در واقع ، چین در طول جنگ با هر دو طرف بازی کرده بود و اسلحه را به ایران و عراق فرستاده بود. 
در خلال جنگ خلیج فارس در سال ۱۹۹۱ ، چین حمله عراق به کویت را محکوم کرده و از اقدامات نظامی ائتلاف به شدت حمایت کرده بود. اما پس از جنگ خلیج فارس ، مقامات آمریکایی متوجه شدند که چین قطعنامه های سازمان ملل در مورد جنگ خلیج فارس را نقض کرده و چین در حال بازسازی مجدد عراق است 

## تاریخچه اخیر
چین به شدت با جنگ ۲۰۰۳ عراق مخالفت کرده بود و همراه فرانسه ، آلمان و روسیه حمله و اشغالگری را به شدت محکوم کرده و خواستار عقب نشینی همه نیروها از این کشور شده بود. هر چهار کشور علیه ایالات متحده و انگلستان متحد شدند و از کمک نظامی به عراق خودداری کردند مگر اینکه منصوب سازمان ملل باشد.  علی رغم مخالفت با حمله و اشغال عراق توسط آمریکا ، چین به عنوان یکی از بزرگترین برندگان قراردادهای نفتی عراق ظاهر شد. شرکت های چینی و روسی به عنوان بزرگترین برندگان در پیشنهاد نفت عراق ظاهر شده اند. شرکت های چینی مایل بودند با قراردادهای ۲۰ ساله کارمزد کار کنند که حاشیه سود کمتری از آنچه شرکتهای غربی می خواستند ارائه می دادند. 
در سال ۲۰۰۸ ، شرکت ملی نفت چین به نخستین شرکت خارجی تبدیل شده است که از زمان حمله سال ۲۰۰۳ به رهبری آمریکا ، قرارداد تولید نفت با دولت عراق را امضا کرده است.
در سال ۲۰۱۳ چین تقریباً نیمی از تولید نفت عراق ، تقریباً ۱.۵ میلیون بشکه در روز را خریداری کرد. 
در سال ۲۰۱۵ ، عراق وارد فناوری هواپیماهای بدون سرنشین مسلح از چین شد.
در جولای ۲۰۱۹ ، سفیران سازمان ملل از ۵۰ کشور از جمله عراق نامه مشترکی به کمیساریای عالی پناهندگان سازمان ملل متحد امضا کرده و از رفتار چین با اویغورها و دیگر گروه های اقلیت مسلمان در منطقه سین کیانگ دفاع می کنند. 
در ژوئن ۲۰۲۰، عراق یکی از ۵۳ کشوری بود که در سازمان ملل از قانون امنیت ملی هنگ کنگ حمایت کرد. 